# Maria Landini
Maria Landini, (Hamburg (Alemanya), vers al 1668 – Viena (Àustria), 22 de juny de 1722), va ser una soprano italiana que va començar la seva carrera com a cantant a la cort de la reina Cristina a Roma, però va estar principalment activa a la cort imperial de Viena des del 1711 fins a la seva mort. Va crear nombrosos papers de soprano en òperes i oratoris de Fux, Caldara i el seu segon marit, Francesco Bartolomeo Conti, era l'artista millor pagat de Viena en aquell moment.

## Biografia
La seva mare, Francesca Portui, era la minyona de la reina Cristina de Suècia i estava casada amb Francesco Landini, el capità de la guàrdia de Cristina. No obstant això, Francesco Landini no era el seu veritable pare. Maria va néixer d'una relació entre la seva mare i el marquès Orazio Del Monte, camarlenc de Cristina. Segons fonts del segle XVII, va néixer a Hamburg, on s'allotjava periòdicament la cort de Christina, encara que la data del seu naixement s'ha donat de manera diversa com 1667, 1668 i 1670.
Maria va passar tota la seva infantesa i joventut a la cort de la reina Cristina, on es va formar com a cantant i era coneguda pel diminutiu de "Mariuccia". Cap a finals de la dècada de 1680 hi ha fonts de la seva actuació habitual en vetllades musicals privades a la cort de la reina Cristina a Roma. Sovint cantava juntament amb una altra de les cantants preferides de la reina, Angela Voglia (coneguda com "La Giorgina").
Segons la biògrafa de Francesco Conti, Hermine Williams, Castelnovo provenia d'una família aristocràtica i el seu nom complet era Mallo di Castelnuovo. Del seu matrimoni van néixer tres fills: Ferdinando, Francesca i Caterina. Landini va estar activa als teatres d'òpera italians des de 1698, quan estava al servei del duc de Màntua. La seva primera aparició a Màntua va ser l'any 1698 a Il Trionfo di Camilla de Bononcini. També va aparèixer a Venècia, Gènova, Casale Monferrato, Livorno, Mòdena i Bolonya abans de traslladar-se a Viena el 1710 on es va convertir en la prima dona del teatre de la cort de l'emperador Carles VI. El 1714, després de la mort del seu primer marit, es va casar amb Francesco Bartolomeo Conti a la "Schottenkirche" de Viena. En el seu testament, escrit l'any abans de la seva mort, va demanar ser enterrada a la Schottenkirche al costat del seu primer marit.
El 1725 Conti es va casar amb Anna Maria Lorenzani, que havia succeït a Landini com a primera dona a la cort imperial.

## Rols creats
Els papers creats per Maria Landini inclouen: 
- Clori a La decima fatica di Ercole de Johann Joseph Fux, Teatro di corte asburgico, Viena, 1710
- Merope a Merope de Francesco Gasparini al "Teatro San Cassiano", Venècia, 26 desembre 1711
- Dafne a Dafne de Johann Joseph Fux, "teatro di corte degli Asburgo", Viena, 1714
- Euridice a Orfeo ed Euridice de Johann Joseph Fux, "teatro di corte degli Asburgo", Viena, 1715
- Angelica a Angelica vincitrice di Alcina de Johann Joseph Fux, "teatro di corte asburgico", Viena, 1716
- Ifigenia a Diana plaeata de Johann Joseph Fux, "teatro di corte degli Asburgo", Viena, 1717
- Lucinda a Don Chisciotte nella Serra morena de Francesco Bartolomeo Conti, "teatro di corte degli Asburgo", Viena, 6 febrer 1719